# Clania yamorkinei
Clania yamorkinei är en fjärilsart som beskrevs av Köhler 1953. Clania yamorkinei ingår i släktet Clania och familjen säckspinnare. Inga underarter finns listade i Catalogue of Life.